# 特赫代塞戈尤埃拉
特赫代塞戈尤埃拉，是西班牙卡斯蒂利亚-莱昂萨拉曼卡省的一个市镇。 总面积44平方公里，总人口125人（2001年），人口密度3人/平方公里。